# 청소년 학군단
청소년 학군단(靑少年學軍團, 영어: Junior Reserve Officers' Training Corps; JROTC)은 미군의 청소년을 대상으로 하는 예비 장교 양성을 위한 군사 교육 및 훈련 과정이다. 1916년 학군사단과 관련하여 국방 법률을 제정한 이후 1964년 장교의 전문성을 강화시키기 위해 창설했다.

## 역할
청소년 학군단의 목적은 학생으로서 군사훈련을 받도록 함으로 인하여 국가에 충성하는 민주시민과 정예 장교로서의 역할을 수행할 수 있도록 하기 위함이다.
- 애국심 고취
- 리더쉽과 자기 개발
- 체력 단련
- 팀 구축 능력과 군사지식 습득

이러한 훈련과정을 통해 미군 장교로서 군사전문가가 되도록 훈련을 하는 것이 청소년 학군단의 역할이다.

## 조직도
2006년 현재 미국의 청소년 학군단은 총 3229개의 중학교 및 고등학교에 설치되어 있다.
- 육군 청소년 학군단 (AJROTC) : 1555
- 공군 청소년 학군단 (AFJROTC) : 794
- 해군 청소년 학군단 (NJROTC) : 619
- 해병대 청소년 학군단 (MCJROTC) : 260
- 해안경비대 청소년 학군단 (CGJROTC) : 1

## 같이 보기
- 학군사관